# Cyr Amanrich
Cyr Amanrich (Pià (Rosselló), segle xvii - Perpinyà, 1728) va ser un metge rossellonès.

## Biografia
Estudià filosofia i medicina. L'11 de desembre del 1675 obtingué el títol de Batxiller en filosofia i el 13 de febrer del 1676 es doctorà en medicina a la universitat perpinyanenca. Exercí la medicina a Perpinyà amb gran distinció. Vora el 1700 s'incorporà al claustre de professors de la universitat, encara que el 1708 traspassà la càtedra de medicina al seu fill Jacques; tot i això, va ser degà de la facultat el 1710. Es jubilà el 1720 però, reclamat pels habitants de Perpinyà, tornà a la capital del Rosselló per a exercir-hi fins a la mort (1728). D'ell s'esmenta l'anècdota que, en emmalaltir el bisbe de Perpinyà (1680-1695) Louis Habert de Montmort, hom cridà a atendre'l el canceller de la universitat de Montpeller, Michel Chicoyneau; i que, després de consultar amb Amanrich s'acomiadà del pacient tot dient:
| «                          | Vous n'avez plus besoin de moi; j'ai trouvé mon maître | » |
| — Capeille Dictionnaire... |                                                        |   |

Amanrich va ser autor de diversos textos mèdics. Tingué quatre fills: en Jacques -professor a la universitat, mort el 1723-, en Cyr  i en Thomas  -dominic-; i una filla, Victoire Amanrich, que esposà el també metge Josep Carrera, professor i futur rector de la universitat de Perpinyà, mort el 1737, i amb qui tingué cinc fills.
A Perpinyà hi ha un carrer dedicat a Cyr Amanrich.

## Obres
- Medicus in conspectu magnatum extollendus.  Perpiniani: s.n., 1702. Discurs d'obertura del curs de 1701
- Programma de insania circulationis et circulatorum.  Perpiniani: s.n., 1705.
- Amanrich, Cyr (president); Amanrich, Jacques; Carrère, Joseph. Disquisitiones de universa medicina.  Perpiniani: s.n., 1706. Dissertació acadèmica [nt 4]